# Équation de Whitham
En physique mathématique l'équation de Whitham est une équation générale décrivant une onde de gravité dispersive non-linéaire de surface,. Elle a été établie par Gerald Whitham en 1967.

## Formulation
Elle s'écrit de la manière suivante :{\displaystyle {\frac {\partial }{\partial t}}s(x,t)+\alpha s(x,t){\frac {\partial }{\partial x}}s(x,t)+\int _{\mathbb {R} }K(x-\xi ){\frac {\partial }{\partial \xi }}s(\xi ,t)\;\mathrm {d} \xi =0.}C'est une équation intégro-différentielle de la variable {\displaystyle s(x,t)} donnant l'altitude de la surface dans un référentiel quelconque. Le noyau {\displaystyle K(x-\xi )} est spécifique du problème traité.

## Ondes de gravité sur une surface
- Pour les ondes de surface telles que l'onde de Stokes de nombre d'onde {\displaystyle k} on a[3]{\textstyle c(k)={\sqrt {{\frac {g}{k}}\tanh(kh)}}} et {\textstyle \alpha ={\frac {3}{2}}{\sqrt {\frac {g}{h}}}} où {\displaystyle c(\cdot )} est la vitesse de phase, {\displaystyle g} la gravité et {\displaystyle h} la profondeur du milieu au repos. Ainsi, {\displaystyle K(\omega )={\mathcal {F}}\{c(x)\}(\omega )}, soit la transformée de Fourier de {\displaystyle c}⁣ ;

- On obtient l'équation de Korteweg-de Vries à partir du développement de {\displaystyle c(k)} pour des ondes de grande longueur rapportée à l'amplitude {\displaystyle kh\ll 1}, soit {\textstyle c(k)={\sqrt {gh}}\left(1-{\frac {1}{6}}k^{2}h^{2}\right)}, {\textstyle K(x)={\sqrt {gh}}\left(\delta (x)+{\frac {1}{6}}h^{2}\,\delta ^{\prime \prime }(x)\right)} où {\displaystyle \delta (\cdot )} est la fonction de Dirac et {\textstyle \alpha ={\frac {3}{2}}{\sqrt {\frac {g}{h}}}}.

- Bengt Fornberg et Gerald Whitham ont étudié le noyau {\displaystyle K(\cdot )} adimentionné par {\displaystyle g} et {\displaystyle h}[4] avec {\displaystyle c(k)={\frac {\nu ^{2}}{\nu ^{2}+k^{2}}}}, {\displaystyle K(x)={\frac {\nu }{2}}\mathrm {e} ^{-\nu x}} et {\displaystyle \alpha ={\frac {3}{2}}}. La relation intégro-différentielle qui en résulte peut être réduite à l'équation aux dérivées partielles appelée équation de Fornberg–Whitham[4], soit {\displaystyle \left({\frac {\partial ^{2}}{\partial x^{2}}}-\nu ^{2}\right)\left({\frac {\partial }{\partial t}}s(x,t)+{\frac {3}{2}}s(x,t){\frac {\partial }{\partial x}}s(x,t)\right)+{\frac {\partial }{\partial x}}s(x,t)=0.}Certaines solutions exhibent des discontinuités de la dérivée première (en anglais peakon) et d'ondes de choc (déferlement), ces dernières étant absentes des solutions de l'équation de Korteweg-de Vries[4],[5].